# Inzia
L’Inzia est une rivière du bassin du fleuve Congo, dans le Bandundu en république démocratique du Congo, et un affluent de la Kwilu (rivière). 

## Géographie
L’Inzia traverse les provinces du Kwango et du Kwilu du sud vers le nord, passant notamment par Gongo. Elle délimite les provinces du Kwango et du Kwilu sur une partie de son parcours.